# Corrèze (departement)
Corrèze je francouzský departement ležící v regionu Nová Akvitánie. Název pochází od řeky Corrèze, která se zde vlévá do řeky Vézère. Hlavní město je Tulle.

## Geografie

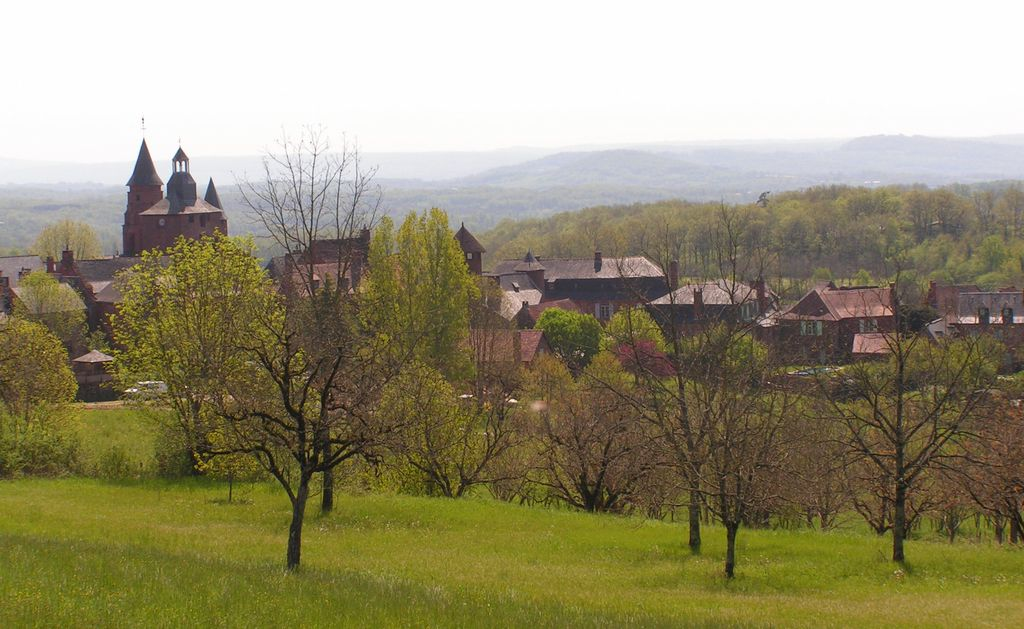
Městečko Collonges-la-Rouge

## Historie
Corrèze je jedním z 83 departementů vytvořených během Francouzské revoluce 4. března 1790 aplikací zákona z 22. prosince 1789.

## Nejvýznamnější města
- Brive-la-Gaillarde
- Tulle
- Ussel
- Égletons